# الامتيازات في تيانجين

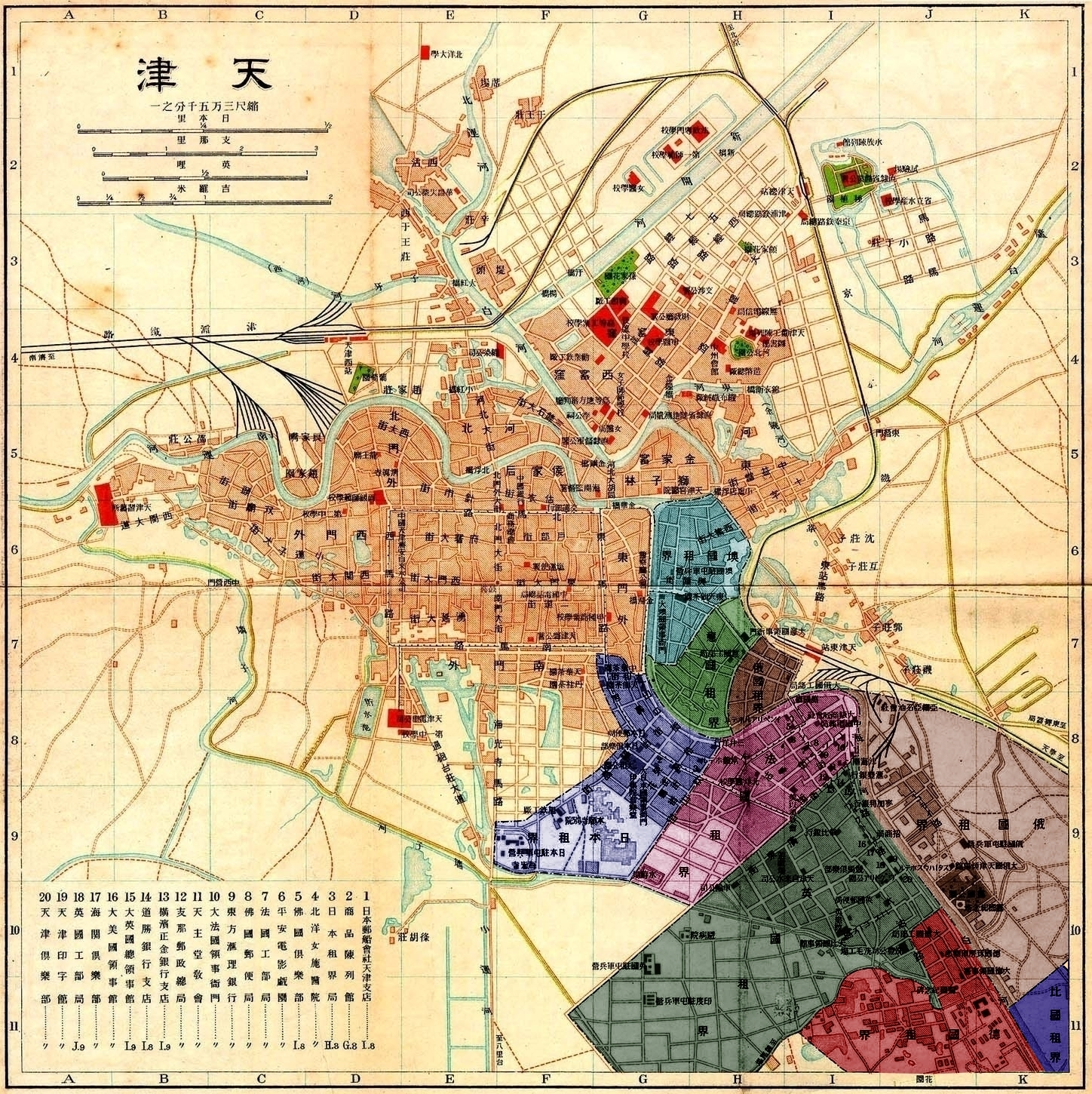
خريطة مناطق الامتياز في تيانجين:
الضفة الشرقية لنهر هاي:
النمسا - هنغاريا
إيطاليا
روسيا(منطقتين منفصلتين)
بلجيكا
الضفة الغربية لنهر هاي:
اليابان
فرنسا
المملكة المتحدة
ألمانيا

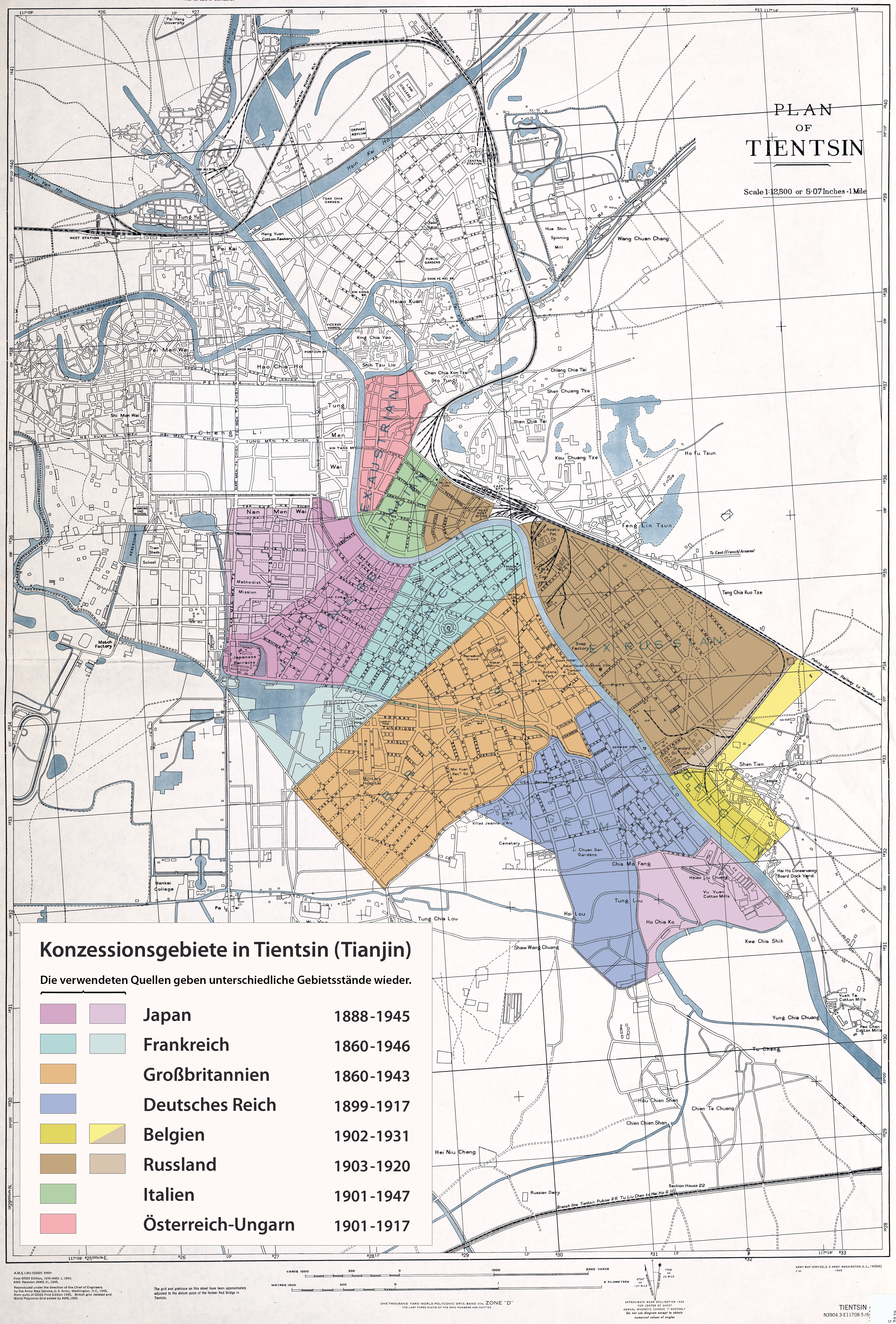

الامتيازات في تيانجين كانت أراضي امتياز تخلت عنها أسرة تشينغ الامبراطورية الصينية لصالح القوى الإمبريالية الأوروبية في تيانجين في الصين.